# گمینا لوبانگه
گمینا لوبانگه (به لهستانی:  Gmina Lubanie) یک گمینا در لهستان است که در شهرستان ووتس‌واوک واقع شده‌است. گمینا لوبانگه ۶۹٫۳ کیلومتر مربع مساحت و ۴٬۶۵۱ نفر جمعیت دارد.